# Running Wild
Running Wild é uma banda alemã de heavy/power/speed metal criada por Rolf Kasparek em 1976.  Como parte da cena do metal alemão emergida em meados da década de 1980, a banda já lançou quinze álbuns de estúdio, três álbuns ao vivo, cinco coletâneas e seis singles/EPs  ao longo de trinta anos de carreira.
Em 1987, a banda lançou o disco  Under Jolly Roger, que trocou sua imagem satânica por letras com temática pirata e histórica. Enquanto as letras sobre história eram superficiais no início, com os álbuns seguintes elas foram aperfeiçoando-se e aprofundando-se, graças à pesquisas de Rolf Kasparek em particular.  Entre  1988 e 1992, o Running Wild escreveu letras majoritariamente sobre conteúdos históricos nos discos Port Royal, Death or Glory, Blazon Stone e Pile of Skulls. Em adição à letras que falavam sobre piratas como Calico Jack, Klaus Störtebeker e o não-tão-conhecido Henry Jennings, a banda também abordou fatos como a Guerra das Rosas, a Batalha de Waterloo e colonização do Novo Mundo pelos Conquistadores. Com o tempo, foram tomando seu próprio estilo e destacando-se no cenário do metal internacional, servindo de influência para muitos grupos de power metal.
Em 17 de abril de 2009, Rolf anunciou que o Running Wild iria acabar e que seu último show seria no Wacken Open Air em 30 de julho de 2009. O show foi gravado em CD e DVD e lançado como The Final Jolly Roger em 24 de junho de 2011. Em 21 outubro de 2011, o Running Wild foi reativado e, desde então, gravaram os álbuns Shadowmaker (2012), Resilient (2013) e Rapid Foray (2016).

## História

### Formação
Formada em 1976, o Running Wild é uma  das mais influentes bandas de heavy metal da Alemanha, ainda sob o nome Granite Heart. A Formação era Rolf Kasparek (também conhecido como Rock 'n' Rolf), Uwe Bendig, Michael Hofmann e Jörg Schwarz. Pouco a pouco foi conseguindo seu espaço no cenário heavy/speed/power, quando passou para Running Wild, em 1979, nome escolhido por serem fãs de Judas Priest, dentre outras bandas.
Já contando com Hasche (bateria) e Matthias Kaufmann (baixo), a banda gravou sua primeira demo-tape. Seu primeiro registro vinílico, chamado Debut Nº1, em 1981, conta com duas faixas desse trabalho: "Warchild" e "Hallow the Hell". Além dessas, a demo-tape de 81 também contava com a "Intro" (instrumental apenas) e "King of the Midnight Fire", onde Uwe Bendig aparecia no vocal principal.
O primeiro show do Running Wild acontece dia 1 de março de 1981 em Stade na Alemanha.
Em 1982, a formação passou a ser Rolf, Hasche, Preacher e Stephan Boriss. No ano seguinte, essa formação gravou "Chains and Leather" e "Adrian (S.O.S.)" para a coletânea Rock From Hell - German Metal Attack. No ano seguinte lançam uma coletânea de demo-tapes financiada por eles mesmos, Heavy Metal Like a Hammerblow. Este trabalho tem várias versões bootlegs e, portanto, podem ser achadas várias versões com diferentes músicas. A "oficial" contava com as faixas citadas anteriormente, mais as da demo de 81 e com versões ao vivo da "Genghis Khan" e da "Soldiers of Hell". É possível, ainda, encontrar duas versões não-oficiais dessa demo em LP, uma amarela e preta e outra branca e vermelha.

### Gates to Purgatory
A coletânea Death Metal da Noise Records, de 1984, incluía duas faixas do Running Wild: "Bones to Ashes" and "Iron Heads" (ambas relançadas como bônus em uma futura versão do álbum Masquerade), que agradou bastante a crítica. Neste mesmo ano, eles assinam com tal gravadora, onde lançam o single Victim of States Power e seu primeiro álbum full-lenght, Gates to Purgatory, que atingiu maciçamente o cenário underground, garantindo rápido sucesso e direitos de prensagens em vários países. As letras tinham atmosfera ocultista, que lhes renderam cunho satanista, comum àquela época. É deste álbum um dos maiores clássicos da banda, "Prisoner of Our Time".
A primeira turnê começa dia 1 de outubro de 1984 em Hamburgo na Alemanha e termina dia 31 de dezembro também em Hamburgo, foram 18 shows, destaque para o show no Metalhammer Festival que aconteceu dia 14 de setembro de 1985 em Loreley na Alemanha, tocaram no festival as bandas, Warlock, Metallica, Venom, Nazareth e Tyran Pace. Foi registrado uma música em vídeo desse show, mais tarde foi lançado uma compilação de vídeos das bandas que tocaram no festival.
Outro detalhe importante é que foi registrado um show em video na integra no dia 24 de abril de 1985 em Bochum na Alemanha, esse material virou um video bootleg para os fãs da banda na época.
Após grande repercussão do primeiro álbum, a dupla que dividia o trabalho de composição, Rolf e Preacher, se desentende e este último deixa a banda, alegando que Rolf estaria agindo ditatorialmente, e seguiu estudos dedicados à Teologia. Assim, em 1985, Rolf se vê em estúdio para gravar o segundo álbum, Branded and Exiled, com músicas novas escritas em alguns dias apenas. Assim, recrutou uma faixa já conhecida de seu público, "Chains & Leather", e Stephan colabora com a "Evil Spirit". O álbum tinha a mesma temática do anterior, porém menos explícito e mais direto. Contou com Majk Moti (ex-Random) no lugar de Preacher, onde este apenas colaborou alguns poucos solos de guitarra, começando a predominância de Rolf nos trabalhos da banda. A primeira aparição dessa nova formação pode ser vista no bootleg ao vivo Black Demons on Stage, ainda no mesmo ano.
A Branded And Exiled Tour começa dia 22 de janeiro de 1986 em Offenbach na Alemanha (show esse que foi a estreia do novo guitarrista,Majk Moti) e termina dia 3 de novembro de 86 em Lausanne na Suíça, foram 21 datas, das quais 8 foram nos EUA, o Running Wild fez shows junto com o Celtic Frost e Voivod. Vale destacar também que nessa época a banda passa na TV suíça, tocando a música Branded And Exiled.

### Início daEra Pirata
Em 1987 a banda já possuía uma base de fã clube sólida e ampla. Ano em que Rolf decidiu mudar a temática da banda para pirataria, após gostar do resultado da música que tinha desenvolvido na turnê de Branded and Exiled. Esta seria a precursora do que estaria por vir e se tornaria dos maiores clássicos da banda, a "Era Pirata". Com isso, em 1987, é lançado Under Jolly Roger, com temática quase toda focada em pirataria, marcando dai por diante toda a carreira da banda. Até então, o cunho histórico visto antes era totalmente superficial. Este álbum já trazia certa mudança também no estilo musical da banda, com certas doses de execuções mais elaboradas, por características de Moti na banda.
A turnê começa dia 25 de abril de 1987 em Hamburgo na Alemanha e após 9 shows, Hasche e Stephan deixaram a banda e foram muito criticados por Rolf, que via limitações nos mesmos a se adequarem ao novo direcionamento da banda, o ultimo show com eles foi dia 4 de maio de 87, no Festival Metal Mania em Katowice na Polônia, as apresentações foram realizados junto com a banda Satan.
Em outubro de 1987 a banda já contava com o jovem e criativo Jens Becker no baixo e Stefan Schwarzmann (ex-Cronos Titan, ex-U.D.O. e ex-Accept) na bateria, formação considerada pela maioria como melhor formação da banda, que pode ser vista no álbum ao vivo Ready for Boarding, este álbum foi incluído pela renomada revista inglesa Kerrang como dos melhores álbuns do ano seguinte.
A segunda parte é retomada com a nova formação e começa dia 5 de outubro de 87 em Miskolc na Hungria e termina dia 28 de setembro de 88 em Berlim na Alemanha, foram 22 shows, junto com a banda Satan.
O álbum seguinte, Port Royal, de 1988, é todo dentro da nova temática e mostra uma musicalidade bem diferente dos anteriores. Mostra linha mais melódicas, influenciado por novas tendências do heavy metal daquela época, onde a maioria das bandas conhecidas apresentavam novos álbuns mais comerciais ou simplesmente mais "leves". Rolf anunciou que almejava um disco bem diferente, tanto dos anteriores quanto dos posteriores. Mesmo desagradando a alguns fãs antigos, o álbum emplacou clássicos eternos, como "Conquistadores", a qual executaram em na maioria das turnês posteriores. A formação que gravou foi a mesma da turnê de Ready for Boarding, porém quem saiu nas imagens do álbum como baterista foi Iain Finlay (ex-Demon Pact), visto que Stefan deixado a banda repentinamente para integrar a U.D.O..
A banda grava seu primeiro video clipe, a música escolhida foi Conquistadores.
A turnê começa dia 12 de janeiro de 1989 em Estocolmo na Suécia e termina dia 11 de junho de 1989 em Praga na República Tcheca. Foram 24 shows passando por Alemanha, Suécia, Grécia, França, Espanha, Inglaterra,  República Tcheca e Dinamarca. Nessa turnê os shows são junto com a banda Angel Dust. Destaque para o show no Mega-Metal Festival que aconteceu dia 13 de maio, também tocaram as bandas, Apocalypse, Satrox, Cry Out, Heatstroke entre outras.
1989 foi um ano promissor para o Running Wild. Com o lançamento do single Bad to the Bone, os fãs puderam ver o que estaria vindo pela frente, onde se acumularam turnês "sold out". Assim, sai o álbum Death or Glory no fim do ano, com um trabalho instrumental magnífico, com requintes de som progressivo à dinâmica agressiva de sempre. O álbum abre com outro dos maiores clássicos da banda,  "Riding the Storm". Contudo, também presenteou os fãs com outro clássico permanente, a "Bad to the Bone". Bom, também, lembrar que Rolf se mostrava afiado em letras de cunho histórico, mostrando um magnânimo trabalho na faixa "Battle of Waterloo". Essa boa desenvoltura já podia ter sido saboreada com as faixas "Port Royal", "Mutiny" e "Calico Jack" do álbum predecessor. E, ainda nesse mesmo ano, é gravado e lançado o vídeo desta turnê, intitulado Death or Glory Tour, gravado em Düsseldorf (Alemanha) no dia  17 de outubro de 1989, segundo show da turnê, desse video sai outro clipe, a música escolhida foi "Bad to the Bone".
A turnê do álbum Death or Glory começou dia 10 de setembro de 89 em Helmstedt na Alemanha e termina dia 28 de julho de 1990 no Giants Of Rock Open-Air Festival realizado em  Hämeenlinna na Finlândia, também tocaram, Sodom, Pretty Maids, Uriah Heep entre outras. Foram 40 shows, passando por Alemanha, Finlândia, Grécia, França, Hungria, Espanha, Áustria e Suíça. Nessa turnê a banda toca ao lado de Rage, S.D.I. e Random. Destaque para o Rock Hard Festival e Open-Air Festival, que também tocam, Alice Cooper, Extrabreit, Sacred Reich, Tankard, Sepultura, Protector, entre outros.
No meio da turnê, o baterista Iain Finlay é demitido, Jörg Michael então é contratado para as datas restantes.
Ainda em 1990, sai o EP Wild Animal, contendo três faixas inéditas e uma regravação da faixa "Chains & Leather". No mesmo ano, Majk Moti deixa a banda.
Com o grande sucesso dos últimos anos, a banda veio com tudo para 1991, lançando o single Little Big Horn, já contando com Axel Morgan, na outra guitarra, e Rudiger "AC" Dreffein (o roadie da banda) para as baquetas. Pouco depois, é lançado Blazon Stone, álbum mais vendido da banda de todos os tempos, ainda com temática pirata. Todavia, aqui, mais abrangente. Este álbum também tinha sua faixa de cunho histórico, a "Bloody Red Rose". Uma longe turnê se seguiu e, com tudo indo favoravelmente, a banda lançou uma coletânea contendo 10 músicas dos três primeiros álbuns regravadas, o The First Years of Piracy, dando uma roupagem mais atual às mesmas, especialmente nas melodias de voz.
A Blazon Stone Tour começa dia 26 de abril de 91 em Osnabrück na Alemanha e termina dia 27 de junho de 91 em Frauenfeld na Suíça, foram 33 shows, passando por Alemanha, Suíça, Espanha, França e República Tcheca. Tocam junto com as bandas, Raven e  Crossroads.

### Pile of Skulls
Mais um ano se passa e "Captain Rolf e seus salteadores" lançam, em 1992, Pile of Skulls, outra obra prima candidata a álbum favorita de seus fãs. Nele, era possível ver um cunho crítico às forças militares, políticas e religiosas, consideradas guias da sociedade. A capa foi a primeira feita totalmente por Andreas Marschall e captava bem o intuito da banda para o ideal deste álbum mais sombrio. Rolf ficou 100% satisfeito com o som da bateria e dignificou uma grande produção geral. As letras vieram mais embasadas em grandes obras literárias, como "Communion" de Whitley Strieber e no grande clássico "A Ilha do Tesouro" de Robert Louis Stevenson, esta com a fenomenal faixa-épica "Treasure Island". Assim como mostra um pouco da história de Henry Jennings, na faixa "Jenning's Revenge". A formação contava dessa vez com Rock 'n' Rolf, Axel Morgan, nas guitarras, Thomas Smuszynski (ex-Darxon, ex-Axel Rudi Pell e ex-U.D.O.) no baixo no lugar de Jens Becker e Stefan Schwarzmann na bateria, novamente. Porém, ao fim de mais uma grande turnê, Rolf despede toda equipe, incluindo a crew. E apenas "Bodo", apelido de Thomas, permanece. Um single foi lançado neste ano, o Lead or Gold, e outro estava pronto para ser lançado, também com a arte a cabo de Andreas Marshall finalizada, o Sinister Eyes. Contudo, por ter sido dispensado, Stefan não autorizou o uso de uma música dele que estaria presente. Esta faixa é a "Skulldozen" e o fato culminou no não-lançamento de tal obra. Mais tarde, Axel, Jens e Stefan se juntariam e formariam o X-Wild, onde viriam a reaproveitar esta faixa, com nova letra (a original era de Rolf), vindo a se chamar "Skybolter".
A turnê do Pile Of Skulls começa dia 21 de janeiro de 93 em Bremen na Alemanha e termina dia 7 de fevereiro de 93 em Hamburgo na Alemanha, foram 16 datas, passando por Alemanha, Áustria e Suíça. A banda de apoio foi Universe.
Em 1994, contando com Thilo Hermann (ex-Holy Moses, ex-Faithful Breath, ex-Glenmore, ex-Risk) para o lugar de Axel Morgan e Jörg Michael, que novamente tinha substituído Stefan em turnê, pelo fato de o mesmo ter rompido alguns ligamentos do seu braço esquerdo, o Running Wild lança Black Hand Inn, um álbum mais direto. As ilustrações continuavam a cabo de Andreas Marschall, mostrando um teor apocalíptico dentro do enfoque de tempos antigos, influenciadas pela obra O 12º Planeta, de Zecharia Sitchin, na faixa-épica de mais de quinze minutos "Genesis (The Making and Fall of Man)". O palco ainda contava com o grande crânio em que a bateria ficava e pirotecnias habituais, apesar de pouco mais "enxuto". A faixa "Souless" costuma ser muito executada em concertos posteriores e já era possível ver o surgimento de linha mais hard rock antigo, que acompanharia a banda para os álbuns sucessores. Ainda neste ano, foi lançado o single The Privateer, incluindo uma faixa não-realizada da banda, da autoria de Preacher, a "Dancing on a Minefield".
A turnê do Black Hand Hill começa dia 28 de maio de 94 em Osnabrück na e termina dia 18 de junho de 95 em Berlin, foram 18 shows somente na Alemanha, nessa turnê a banda tocou com o Grave Digger, Iced Earth, Glenmore, Rage e Gamma Ray. Destaque para o Summer Metal Meetings Festival que aconteceu em 4 dias seguidos em 4 cidades da Alemanha.
No ano seguinte, 1995, sai Masquerade, com a mesma formação do álbum anterior. Todavia, Rolf testa uma dinâmica mais agressiva, com guitarras rítmicas mais altas e mais efeitos na voz, diferenciadamente dando mais agressividade a esta obra. Mas, ainda assim, era possível ver pegadas hard rock em algumas faixas, como "Rebel at Heart", "Demonized" e "Metalhead". A partir de Pile of Skulls, as turnês foram se concentrando cada vez mais nas proximidades da Alemanha. Mesmo com três anos de hiato para o lançamento seguinte, a turnê de Masquerade já não foi muito extensa. Neste álbum, Rolf introduziu a primeira parte de uma trilogia, vindo a ser concluída nos dois álbuns seguintes. O tema é uma batalha entre o Bem e o Mal. Nesta primeira parte, o Mal se mostra mais presente, usando as forças sociais dominates, citadas em Pile of Skulls, como almas vendidas ao demônio, como é possível ver nas belas ilustrações de Andreas Marschall, então, sendo chamados "Mascarados".
A turnê começa dia 19 de janeiro de 96 em Behringen e termina dia 30 de janeiro de 96 em Bonn, foram 11 shows somente na Alemanha, a banda de apoio foi China Beach.
Diferentemente do álbum anterior, o álbum seguinte, The Rivalry, de 1998, trazia uma faixa não composta por Rolf, a "Adventure Galley", onde Rolf ficou a cabo apenas das letras. A produção deste álbum foi mais refinada que todos álbuns anteriores e era possível ver cada detalhe de todas execuções, portanto mais "limpa". Porém, começava um período de menor agressividade na linha da banda. Um álbum extenso, de quase 78 minutos de duração, resultado do tempo de lançamento do álbum anterior para este, que trazia o choque das forças do Bem e do Mal, dando sequência à trilogia iniciada no álbum anterior. Após a gravação do álbum, o baterista Jörg Michael para se dedicar somente ao Stratovarius.
A turnê começa dia 18 de abril de 98 em Neu-Isenburg na Alemanha e termina dia 23 de abril de 98 em Hamburgo, foram 6 datas, uma delas foi na Suíça, a banda de apoio foi o Primal Fear.
Victory é lançado em 2000 e conclui a trilogia dos álbuns anteriores, com a ascensão do Bem, assim, vencendo o Mal. Mesmo com boas faixas, este álbum vinha trazendo menos vigor que os anteriores e o Running Wild começou a ser visto como trabalho-solo de Rolf. As vozes já estavam mais limpas, sem os efeitos variados presentes nos outros álbuns e o que tornaria a acontecer nos demais álbuns daqui para frente. Outro fato marcante foi a saída do baterista Jörg Michael, que já vinha excursionando com o Stratovarius, e foi substituído por Angelo Sasso, pseudônimo de um provável programador de bateria eletrônica. Rolf dizia que era um amigo que não queria sua identidade revelada, Thilo deixaria a banda depois da turnê.
A turnê começa dia 4 de março de 2000 em Osnabrück na Alemanha e termina dia 22 de julho de 2000 em Vigevano-Castello na Itália, foram 13 shows passando por Alemanha, Itália, Espanha e Suécia, destaque para os festivais, Powermad Europe Festival, Rock Machina 2000, Bang Your Head Festival e Sweden Rock Fest.
O baterista foi o grego, Chris Efthimiadis, que ficou de 98 até 2000 na banda, fazendo as duas ultimas turnês.

### The Brotherhood

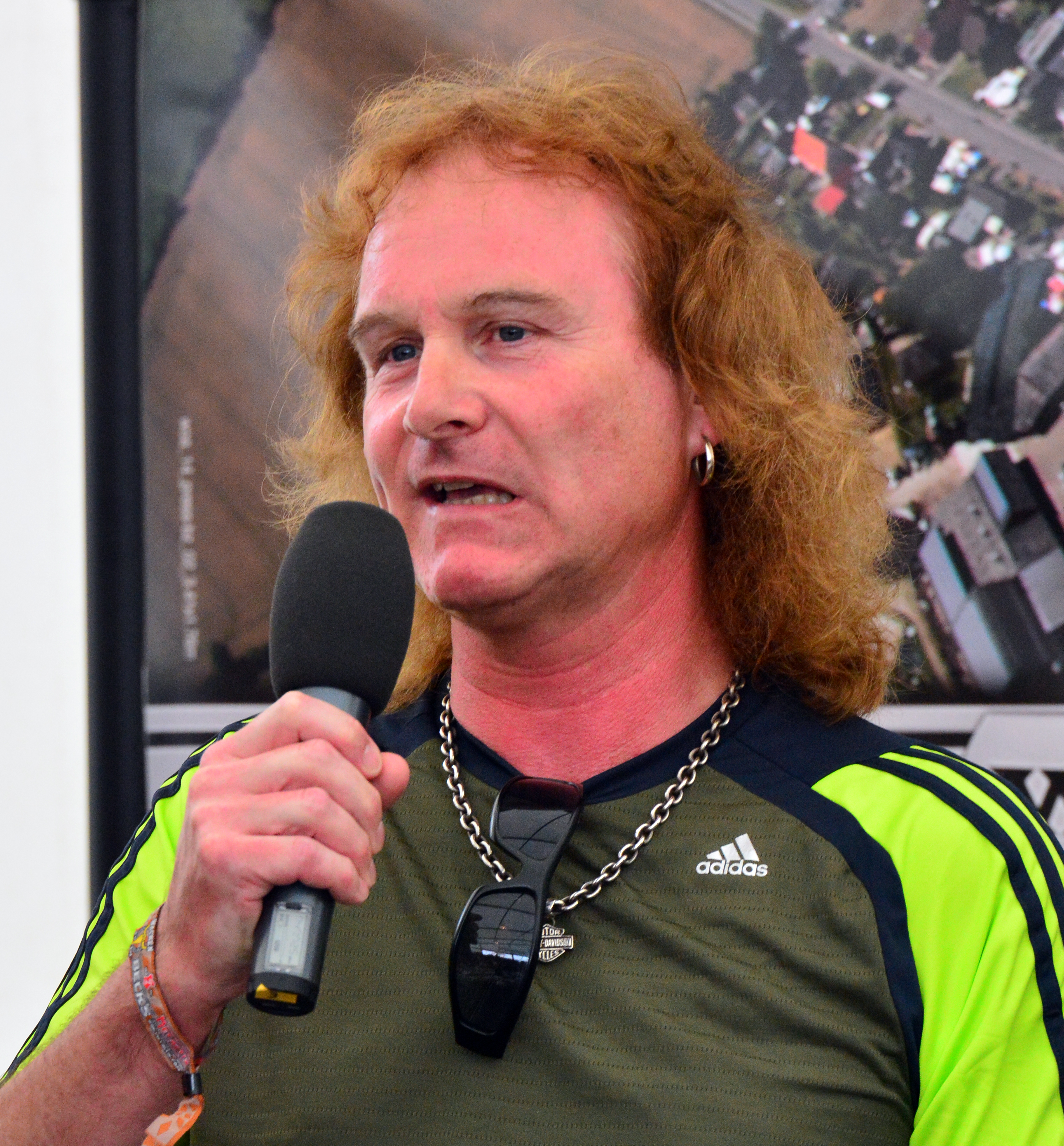
Rolf Kaspareck no Wacken Open Air 2014

The Brotherhood viria em 2002, com andamento similar ao do seu predecessor, mas praticamente sem pedais duplos. A formação era somente Rolf tocando as guitarras, Peter Pichl (ex-Yargos) no baixo, no lugar de "BODO", e Angelo, ainda assinando como baterista. Mesmo com turnês curtas, foi lançado um show ao vivo nesta turnê, Live, onde Bernd Aufermann (ex-Angel Dust) foi contratado para executar a outra guitarra ao vivo e Matthias Liebetruth (ex-Victory) para a bateria.
A The Brotherhood Tour começa dia 20 de março de 2002 em Saarburg na Alemanha e termina no Wacken Open Air 2003, foram 14 shows, passando por Alemanha e Itália, show este que fez no Gods Of Metal (2002) Festival em Milão.
Em 2003, Rolf se apresentaria mais estafado, por estar trabalhando muito em seu estúdio, o Jolly Roger Studio, onde vinha equipando bastante o mesmo e trabalhando na nova coletânea que viria a ser lançada naquele ano, intitulada 20 Years in History, onde a mesma traria duas faixas de cada álbum full-length já lançado pela banda, incluindo alguns canais extras na maioria delas, para reavivar alguns pontos mais escondidos das produções anteriores, segundo ele. a obra traria também versões regravadas de "Mordor" e "Branded and Exiled" e duas faixas não-realizadas pela banda, "Prowling Werewolf" e "Apocaliptic Horsemen". Em entrevistas, Rolf citou o fato de não ter tido descanso da turnê de The Brotherhood, emendando aos trabalhos do ano seguinte, que só encerrou com o lançamento desta coletânea.
Em setembro de 2003 Rolf promove sessões de autógrafos em algumas cidades na Alemanha.
Então, em 2005, é lançado Rogues en Vogue, composto e gravado no Jolly Roger Studio. Para este álbum, Rolf contou com a colaboração de arranjos de Peter e Matthias. Apesar de distorções guitarras mais agressivas e mais criatividade/variação nas composições, esta obra ainda trás semelhanças aos álbuns mais recentes, mesmo que com destaque.
A turnê começa dia 18 de fevereiro de 2005 em Hamburgo e termina dia 1 de outubro de 2005 em Lubeck, foram 9 shows, 8 na Alemanha e um no The Metalway Festival na Espanha, foram
Em 2006 é lançada a coletânea Best of Adrian, contendo faixas da fase mais atual da banda. A essa altura, Rolf já tinha seu outro projeto, o Toxic Taste, e já alegava andar mais focado em seu outro trabalho, não revelado ao público.

### Fim e retorno
Eis que, em 17 de abril de 2009, é anunciado o fim da banda, deixando uma legião de órfãos. É feito um concerto para marcar a despedida do Running Wild dos palcos, no dia 30 de junho de 2009, no Wacken Open Air, onde Rolf mostrou mais uma vez o poder de seu carisma e interação com o público. Este show foi gravado e foi lançado em junho de 2011, intitulado The Final Jolly Roger, onde Peter Jordan ficou a cabo da outra guitarra e Jan S. Eckert (Masterplan, ex-Iron Savior) do baixo, mas apenas para este evento, o baterista foi Matthias Liebetruth.
Em outubro de 2011, o Running Wild anunciou seu retorno à atividade no site oficial da banda através de um vídeo gravado pelo próprio líder da banda Rolf Kasparek. Marcando o retorno, foram gravados dois novos álbuns: Shadowmaker, lançado em abril de 2012; e Resilient, lançado em outubro de 2013. Os álbuns não tiveram seus créditos relevados, então fica a incógnita sobre quem gravou o baixo e bateria nos CDs. Ambos os discos tiveram reações mistas entre os fãs e a crítica.
Em junho de 2015, foi anunciado no site oficial do grupo a entrada dos novos integrantes  Ole Hempelmann  (baixista, Ex-THUNDERHEAD) e Michael Wolpers
(baterista, VICTORY), que tocariam  no Wacken Open Air de 2015 e também digressarão com o Running Wild na turnê do próximo disco.
No início de 2016 foi lançada a coletânea Riding the Storm - The Very Best of the Noise Years 1983-1995, incluindo as melhores canções gravadas pela banda entre os discos Gates to Purgatory e Masquerade. Em agosto de 2016 foi lançado seu mais recente trabalho de estúdio, intitulado Rapid Foray, gravado por Kasparek, Jordan e também pelos novos integrantes.
Em 2021, a música deles "Diamonds and Pearls" foi eleita pela Loudwire como a 31ª melhor música de metal de 2021.

## Integrantes

### Atual formação
- Rolf Kasparek - voz e guitarra (1976-2009, 2011-hoje)
- Peter Jordan - guitarra (2004-2009, 2011-hoje)
- Ole Hempelmann - baixo (2015-hoje)
- Michael Wolpers - bateria (2015-hoje)

### Ex-membros
| Guitarra - Uwe Bendig (1976-82) - Preacher (Gerald Warnecke) (1982-85) - Majk Moti (Michael Kupper) (1985-90) - Axel Morgan (Axel Kohlmorgen) (1990-93) - Thilo Hermann (1994-00) - Bernd Aufermann (2002-03) | Baixo - Jörg Schwarz (1976) - Carsten David (1976-79) - Matthias Kaufmann (1980-83) - Stephan Boris (1984-87) - Jens Becker (1987-91) - Thomas Smuszynski (BODO) (1992-00) - Peter Pichl (2001-2008) - Jan S. Eckert (2009) | Bateria - Michael Hoffmann (1976-82) - Hasche (Wolfgang Hagemann) (1982-87) - Stefan Schwarzmann (1987-88, 1992-93) - Iain Finlay (1988-90) - Jörg Michael (1990, 1993-98) - AC (Rudiger Dreffein) (1991) - Chris Efthimiadis (1998, 2000), somente ao vivo - Angelo Sasso (1999-2002), somente em estúdio - Matthias Liebetruth (2002-2009) |

### Formações anteriores
| Ano(s)          | Formação | Álbum(ns)                                                                               |
| --------------- | --- | --------------------------------------------------------------------------------------- |
| 1984            | - Rolf Kasparek – Voz Principal e Guitarra - Preacher – Guitarra e voz de fundo - Stephan Boriss – Baixo - Hasche – Bateria                                  | - Victim of States Power (1984) - Gates to Purgatory (1984)                             |
| 1985–1987       | - Rolf Kasparek – Voz Principal e Guitarra - Majk Moti — Guitarra e voz de fundo - Stephan Boriss — Baixo - Hasche — Bateria                                 | - Branded and Exiled (1985) - Under Jolly Roger (1987)                                  |
| 1988            | - Rolf Kasparek – Voz Principal e Guitarra - Majk Moti — Guitarra e voz de fundo - Jens Becker — Baixo e voz de fundo - Stefan Schwarzmann — Bateria         | - Ready for Boarding (1988) - Port Royal (1988)                                         |
| 1989–1990       | - Rolf Kasparek – Voz Principal e Guitarra - Majk Moti — Guitarra e voz de fundo - Jens Becker — Baixo e voz de fundo - Iain Finlay — Bateria                | - Bad to the Bone (1989) - Death or Glory (1989) - Wild animal (1990)                   |
| 1991            | - Rolf Kasparek – Voz Principal e Guitarra - Axel Morgan — Guitarra e voz de fundo - Jens Becker — Baixo e voz de fundo - AC — Bateria                       | - Little Big Horn (1991) - Blazon Stone (1991) - The First Years of Piracy (1991)       |
| 1992-1993       | - Rolf Kasparek – Voz Principal e Guitarra - Axel Morgan — Guitarra e voz de fundo - Thomas Smuszynski — Baixo e voz de fundo - Stefan Schwarzmann — Bateria | - Lead or Gold (1992) - Pile of Skulls (1992)                                           |
| 1994-1998       | - Rolf Kasparek – Voz Principal e Guitarra - Thilo Hermann — Guitarra e voz de fundo - Thomas Smuszynski — Baixo e voz de fundo - Jörg Michael — Bateria     | - The Privateer (1994) - Black Hand Inn (1994) - Masquerade (1995) - The Rivalry (1998) |
| 2000            | - Rolf Kasparek – Voz Principal e Guitarra - Thilo Hermann — Guitarra e voz de fundo - Thomas Smuszynski — Baixo e voz de fundo - Angelo Sasso — Bateria     | - Victory (2000)                                                                        |
| 2001-2002       | - Rolf Kasparek – Voz Principal e Guitarra - Peter Pichl — Baixo e voz de fundo - Angelo Sasso — Bateria                                                     | - The Brotherhood (2002)                                                                |
| 2002-2004       | - Rolf Kasparek – Voz Principal e Guitarra - Bernd Aufermann — Guitarra e voz de fundo - Peter Pichl — Baixo e voz de fundo - Matthias Liebetruth — Bateria  | - Live (2002)                                                                           |
| 2004 - 2009     | - Rolf Kasparek – Voz Principal e Guitarra - Peter Pichl — Baixo e voz de fundo - Matthias Liebetruth — Bateria                                              | - Rogues en Vogue (2005)                                                                |
| 2009            | - Rolf Kasparek – Voz Principal e Guitarra - Peter Jordan — Guitarra e voz de fundo - Jan S. Eckert — Baixo e voz de fundo - Matthias Liebetruth — Bateria   | - The Final Jolly Roger (2011)                                                          |
| 2011 - 2015     | - Rolf Kasparek – Voz Principal e Guitarra - Peter Jordan — Guitarra e voz de fundo                                                                          | - Shadowmaker (2012) - Resilient (2013)                                                 |
| 2015 - presente | - Rolf Kasparek – Voz Principal e Guitarra - Peter Jordan — Guitarra e voz de fundo - Ole Hempelmann - Baixo - Michael Wolpers - Bateria                     | - Rapid Foray (2016) - Blood on Blood (2021)                                            |

## Discografia
| - Gates to Purgatory (1984) - Branded and Exiled (1985) - Under Jolly Roger (1987) - Port Royal (1988) - Death or Glory (1989) #45 - Blazon Stone (1991) #22 - Pile of Skulls (1992) #54 - Black Hand Inn (1994) #54 - Masquerade (1995) #54 - The Rivalry (1998) #19 - Victory (2000) #26 - The Brotherhood (2002) #23 - Rogues en Vogue (2005) #39 - Shadowmaker (2012) #12 - Resilient (2013) #25 - Rapid Foray (2016) #2 - Blood on Blood (2021) #8 - Ready for Boarding (1988) - Live (2002) #100 - The Final Jolly Roger (2011) #52 - Rock from Hell (1983) - Death Metal (1984) - Metal Attack vol.1 (1985) | - The First Years of Piracy (1991) - The Story of Jolly Roger (1998) - The Legendary Tales (2002) - 20 Years in History (2003) - Best of Adrian (2006) - Riding the Storm: Very Best of the Noise Years 1983–1995 (2016) - "Victim of States Power" (1984) - "Bad to the Bone" (1989) - "Wild Animal" (1990) - "Little Big Horn" (1991) #30 - "Lead or Gold" (1992) # 97 - "The Privateer" (1994) - "The Rivalry" (1998) - "Revolution" (2000) - The Revivalry - A Tribute to Running Wild (2005) - Rough Diamonds - A Tribute to Running Wild (2005) - ReUnation - A Tribute to Running Wild (2009) - Death Or Glory Tour 1989 (VHS, 1990) - Running Wild Live (2002) - The Final Jolly Roger (2011) |

- Nota: " #" denota a posição que o álbum alcançou nas paradas musicais alemãs.[12]

## Turnês
- Gates To Purgatory Tour 1984-85

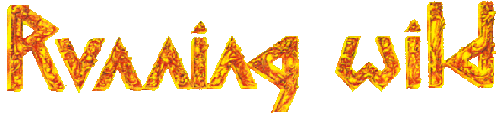
Logotipo do Running Wild

- Branded And Exiled European Tour 1986
- Prepare For The Blitz USA Tour 1986
- Under Jolly Roger Tour 1987
- Ready For Boarding European Tour 1987-88
- Welcome To Port Royal Tour 1989
- Death Or Glory European Tour 1990
- Blazon Stone European Tour 1991
- Pile Of Skulls Tour 1993
- Black Hand Inn Tour 1994-95
- Masquerade Tour 1996
- The Rivalry Tour 1998
- Victory Tour 2000
- The Brotherhood Tour 2002-03
- Rogues En Vogue Tour 2005
- Wacken Open Air 30/07/2009